# Marquardt (Potsdam)
Marquardt è un quartiere della città tedesca di Potsdam.

## Storia
Marquardt costituì un comune autonomo fino al 26 ottobre 2003.

## Monumenti e luoghi d’interesse
Castello (Schloss)Costruzione neobarocca dei primi anni del XX secolo, costruita dove in precedenza sorgeva una casa padronale risalente al 1791; il parco fu disegnato nel 1823 da Peter Joseph Lenné.
Chiesa (Dorfkirche)Edificio in mattoni a vista in stile neoromanico costruito alla fine del XIX secolo.